# Luísa de Stolberg-Gedern (1752–1824)
Luísa Maximiliana Carolina Emanuela de Stolberg-Gedern (Mons, 20 de setembro de 1752 — Florença, 29 de janeiro de 1824) foi a esposa de Carlos Eduardo Stuart, o pretendente jacobita ao trono inglês e escocês. É comumente chamada de Condessa de Albany.

## Juventude
Louise nasceu em Mons, Hainaut, nos Países Baixos Austríacos (atual Bélgica), filha mais velha do príncipe Gustavo Adolfo de Stolberg-Gedern e de sua esposa, a princesa Isabel de Hornes, filha mais nova de Maximiliano, Príncipe de Hornes. Quando tinha apenas quatro anos de idade, seu pai foi morto na Batalha de Leuthen.
Quando ela tinha sete anos, foi enviada para ser educada na escola anexa ao convento de São Waudru em Mons. A missão deste convento era a de dar abrigo para jovens senhoras da nobreza que tinham meios financeiros insuficientes para viverem solteiras no mundo. Em 1766 a imperatriz Maria Teresa providenciou para que o convento desse a Louise uma de suas prebendas (rendimento eclesiástico pertencente a um canonicato). Embora tecnicamente Louise fosse uma cônega (um tipo de freira), não era obrigada a ficar no claustro do convento e ainda estava autorizada a viajar em sociedade. Na verdade, para a maioria das cônegas, a aceitação de uma prebenda era apenas um estágio temporário até que encontrassem maridos nobres apropriados.

## Casamento

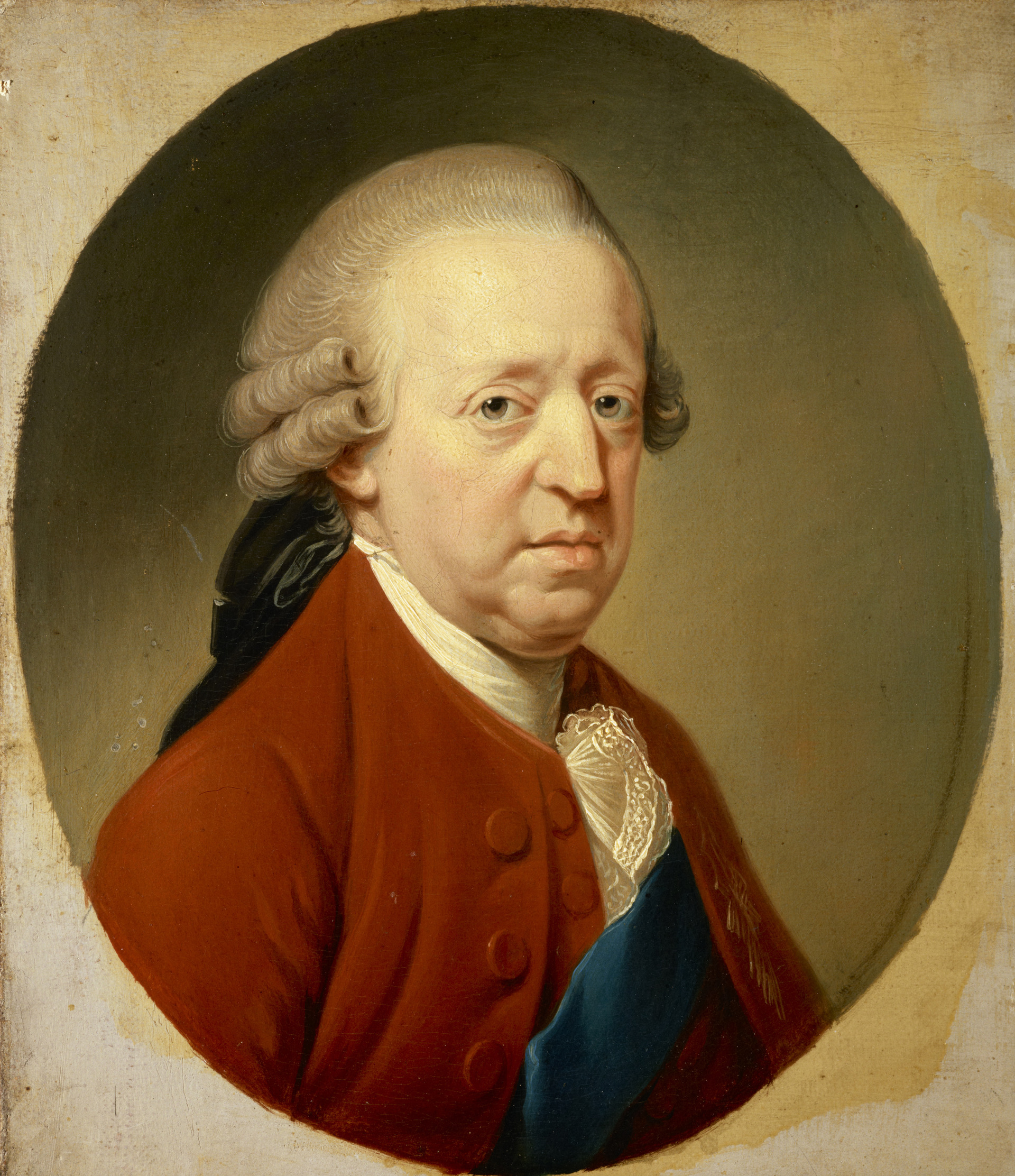
Carlos Eduardo Stuart

Em 1771, a irmã mais nova de Louise (também uma cônega em São Waudru) casou-se com o Marquês da Jamaica, filho único do 3.º Duque de Berwick (bisneto do rei Jaime II da Inglaterra e VII da Escócia). O tio do duque de Berwick, o duque de Fitz-James, iniciou negociações com a mãe de Louise para um casamento entre Louise e Carlos Eduardo Stuart, o pretendente jacobita ao trono inglês e escocês. Embora o rei Luís XV da França reconhecesse a sucessão da Casa de Hanôver, ele também esperava que a linhagem legítima dos Stuarts não se extinguisse e fosse uma ameaça permanente aos membros da Casa de Hanôver.
As negociações foram delicadas, já que a família de Louise não tinha dinheiro próprio e dependia totalmente da boa vontade da imperatriz Maria Teresa (que era aliada da Casa de Hanôver). Em 28 de março de 1772, Louise se casou por procuração com Carlos Eduardo em Paris. O casal se encontrou pela primeira vez em 14 de abril de 1772, quando renovaram pessoalmente os votos matrimoniais na cidade de Macerata, Itália. Louise foi doravante reconhecida pelos jacobitas como Rainha Louise da Inglaterra, Escócia, França e Irlanda.
Carlos e Louise passaram os primeiros dois anos de suas vidas de casados em Roma. Apesar da diferença de idade (ele tinha 52, e ela 20), o casal no início era feliz junto, mas havia várias sombras sobre o relacionamento. Não havia nenhum sinal de Louise conceber uma criança. Carlos foi levado a crer que, quando casasse, o papa iria reconhecê-lo como rei da Inglaterra e da Escócia, e a França poderia disponibilizar recursos financeiros para outro levante jacobita. Louise tinha virtualmente recebido a promessa de que ela seria tratada como uma rainha. Em vez disso, Carlos viu suas esperanças de um filho e de reconhecimento diplomático frustradas, enquanto Louise se viu casada com um velho príncipe sem perspectivas.
Em 1774, Carlos e Louise mudaram-se para Florença. Foi aí que começaram a usar o título de "Conde e Condessa de Albany" para evitar dificuldades que a nobreza italiana teve em tratá-los como Rei e Rainha da Grã-Bretanha. Eles ficaram como convidados do Príncipe Corsini até que Carlos comprou o Palazzo di San Clemente em 1777.

## Conde Vittorio Alfieri

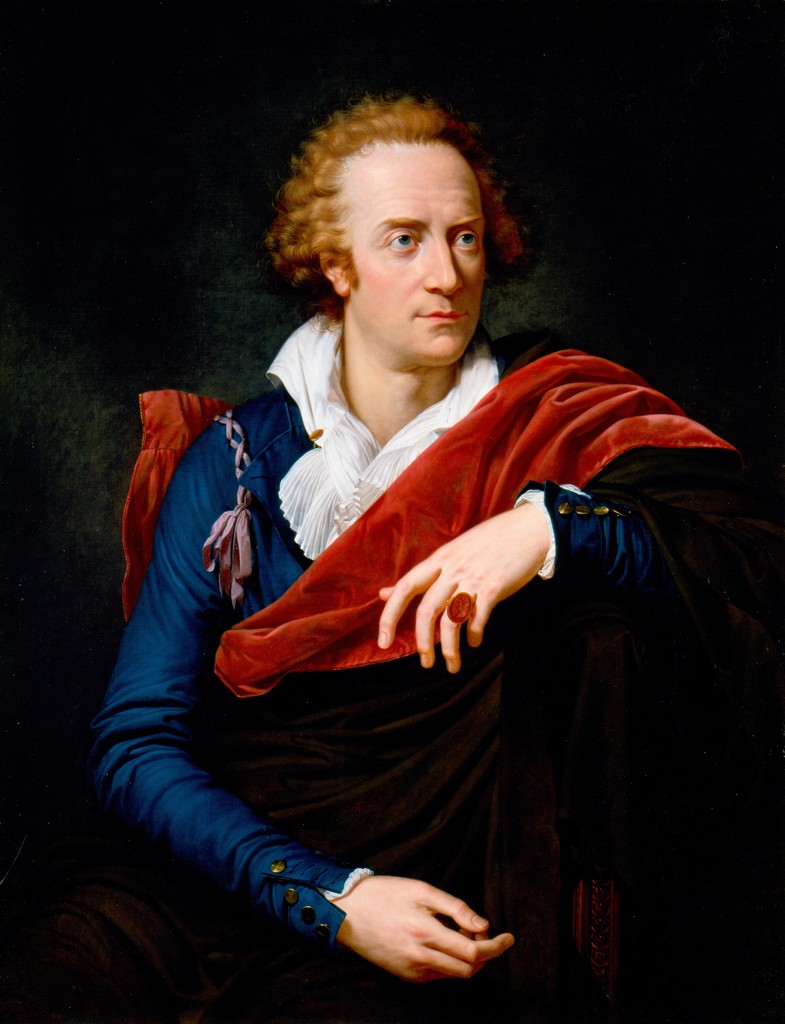
Vittorio Alfieri

O conde Vittorio Alfieri nasceu em uma rica família aristocrática em Asti, agora no Piemonte, em 1749. Depois de vários casos com mulheres casadas, ele decidiu se dedicar à escrita de poesias e tragédias para o teatro.
Em 1776, durante uma estada em Florença, ele conheceu Louise e ficou muito impressionado com ela. Ele não a acompanhou nesta fase, mas se contentou em admirá-la à distância. Deixou Florença para se concentrar no estudo e na promoção de suas ambições literárias. Voltou a Florença em 1777 e desta vez buscou uma apresentação para Louise. Ele se apaixonou por ela e agora estava determinado a separá-la de Carlos. Tornou-se um visitante frequente do Palazzo di San Clemente e foi recebido sem suspeitas por Carlos. Não há evidências de quando Louise e Alfieri se tornaram amantes, mas foi provavelmente em 1778 quando Alfieri escreveu seus sonetos amorosos, incluindo um que a convidou a fugir com ele.
Enquanto isso, o marido de Louise, Carlos, tornara-se um bêbado novamente, como já fora alguns anos antes. Em dezembro de 1780, Louise deixou Carlos e se refugiou em um convento. Alegou, e acredita-se amplamente ser verdade, que Carlos tinha-se tornado fisicamente abusivo para com ela. Louise recebeu o apoio da Grã-Duquesa da Toscana, do papa, e de seu cunhado, o Cardeal Duque de York, que desconheciam o relacionamento adúltero de Louise com Alfieri.
Dentro de algumas semanas, Louise retornou a Roma. Viveu por um breve tempo no convento das ursulinas antes de se mudar para a residência oficial de seu cunhado, o Palazzo della Cancelleria. Alfieri seguiu Louise até Roma, onde durante dois anos, mantiveram o seu caso em segredo. Em abril de 1783, o Cardeal Duque de York finalmente descobriu a verdade. No início de maio, Alfieri deixou Roma a fim de evitar ser expulso à força.
Em abril de 1784, Carlos foi convencido, pelo rei Gustavo III da Suécia, a conceder a Louise um decreto de separação. O casal não se divorciou (uma vez que não existia tal procedimento legal nos Estados Pontifícios), mas foi permitido a Luísa viver separada de seu marido.
Em junho de 1784 Louise saiu de Roma, supostamente para passar o verão nos banhos de Baden. Em agosto, esteve reunida com Alfieri em Colmar. Passaram os próximos dois meses juntos no castelo de Martinsburg. Para continuar a manter o encontro em segredo do cardeal-duque de York (que era a principal fonte de renda de Louise), se separaram novamente, e Louise passou o inverno de 1784/1785 em Bolonha. Passou o verão em Paris, antes de voltar para Martinsburg, onde se encontrou novamente com Alfieri em setembro. Após dois meses, Louise retornou a Paris.
Em 1786, o cardeal-duque de York tomou conhecimento da relação existente entre Louise e Alfieri. Isso causou uma ruptura completa entre Louise e seu cunhado. Doravante, ela não fez mais nenhuma tentativa de esconder seu relacionamento com Alfieri. De dezembro de 1786 em diante, viveram juntos como um casal com apenas, ocasionalmente, breves separações.
No último dia de janeiro de 1788, o marido de Louise, Carlos, morreu. Isto resultou em uma melhora substancial em sua situação financeira graças a uma pensão anteriormente acordada com o rei da França. Embora Louise agora tivesse a liberdade para se casar com Alfieri, eles não regularizaram a relação, já que Alfieri sempre se opôs à instituição do casamento. Moraram primeiro em Paris. Lá Louise fundou um famoso salão literário em sua casa para o qual os mais importantes escritores, artistas e intelectuais foram convidados.
Em 1791 Louise e Alfieri, realizaram uma visita de quatro meses à Inglaterra. Em 1792, a insurreição de 10 de agosto encorajou-os a fugir de Paris, apenas dois dias antes das autoridades republicanas irem até sua casa para prendê-los.
Louise e Alfieri estabeleceram-se em Florença. Em 1793 Alfieri adquiriu o Palazzo Gianfigliazzi, uma mansão com vista para o rio Arno. Lá, Louise restabeleceu o seu famoso salão, embora talvez, em escala um pouco menor do que em Paris. Louise continuou a viver com Alfieri até a morte deste em 1803.

## Últimos anos
Após a morte de Alfieri, o companheiro de Louise foi o artista François-Xavier Fabre. Parece improvável que o relacionamento deles fosse romântico. Louise continuou a viver em Florença, até que em 1809 foi chamada a Paris por Napoleão Bonaparte, que perguntou se ela e Carlos Eduardo tinham dado à luz uma criança na esperança de que poderia ser usada para tentar atiçar a insurreição na Grã-Bretanha com a qual a França estava em guerra. Quando ela respondeu que "não", a reunião foi encerrada abruptamente. Um ano depois, foi autorizada a retornar a Florença.
Louise está sepultada na Basílica de Santa Cruz, em Florença (na Capela Castellani); Alfieri está também enterrado na basílica (entre os túmulos de Maquiavel, e Michelangelo).

## Leituras adicionais
- Crosland, Margaret. Louise of Stolberg, Countess of Albany. Edimburgo: Oliver & Boyd, 1962.
- Lee, Vernon (i.e. Violet Paget). The Countess of Albany. Londres: W.H. Allen, 1884. Texto completo.
- Mitchiner, Margaret. No Crown for the Queen: Louise de Stolberg, Countess of Albany, and Wife of the Young Pretender. Londres: Jonathan Cape, 1937.
- Vaughan, Herbert. The Last Stuart Queen. Londres: Duckworth, 1910.
- Marchesa Vitelleschi, A Court in Exile.